# Claude Vigée
Pour les articles homonymes, voir Vigée.
Pour les articles homonymes, voir Strauss.
Claude Vigée, nom de plume d'André Strauss, né le 3 janvier 1921 à Bischwiller (Bas-Rhin) et mort le 2 octobre 2020 à Paris, est un poète français, juif et alsacien. Son choix du nom Vigée renvoie, selon l'interprétation qu'il en donne, à « Vie j’ai ».

## Biographie

### Parcours de vie
Claude Vigée naît dans une famille juive alsacienne dans laquelle est pratiqué le dialecte alsacien, tandis qu'il apprend le français à l'école. Il parle également le judéo-alsacien, ce qui lui fait dire qu'il est « un Juif alsacien, donc doublement juif et doublement alsacien ».
Il prépare le baccalauréat au lycée Fustel-de-Coulanges de Strasbourg, puis s'inscrit à l'université, mais ses études sont interrompues par la Seconde Guerre mondiale et l'évacuation des populations des territoires annexés. Il trouve d'abord refuge, à Toulouse, de 1940 à 1942, où il reprend ses études de médecine et rejoint l'Armée juive, un groupe de résistance toulousain.
Il publie ses premiers poèmes dans la revue Poésie 1942 de Pierre Seghers, sous le nom de Claude Vigée, pseudonyme qu'il adopte comme patronyme après la guerre. Il s'exile, avec sa mère, aux États-Unis au début 1943. Il y poursuit ses études, obtenant un doctorat de langue et littérature romane de l'université de l'Ohio à Colombus, se marie en 1947 avec Evelyne Meyer avec qui il a deux enfants, et enseigne la littérature française et comparée, notamment à l'université Brandeis, près de Boston, dont il dirige le département de français jusqu'en 1959.
Il s'installe ensuite en Israël, en 1960, et obtient un poste de professeur de littérature française et comparée à l'université hébraïque de Jérusalem qu'il occupe jusqu'à sa retraite en 1983. Il revient en France en 2001.
Claude Vigée meurt à Paris le 2 octobre 2020, à l’âge de 99 ans. Le mardi 6 octobre 2020, il est enterré au cimetière juif de Bischwiller, sa ville natale. À cause de la pandémie de Covid-19, il n'y a qu'environ soixante-dix personnes – religieux, proches, amis et sympathisants – à assister à la mise en terre.

### Le poète
Poète qui écrit en français et en alsacien, traducteur, essayiste, Claude Vigée compose dès 1940 des œuvres empreintes d'une grande spiritualité et d'une grande générosité. Sa poésie exprime « la singularité du drame existentiel, en rompant la fatalité tragique », comme le dit Anne Mounic.
Le premier livre de poèmes de Claude Vigée, La Lutte avec l'ange, paraît en 1950. On y lit, dans le poème « Trois nocturnes », le vers : « Nous sommes devenus complices du hasard ». 
Ce recueil sera suivi en 1954 de La Corne du Grand Pardon, en 1957, de L'Été indien, et en 1962, Le Poème du retour. 
Il publie en 1970 La Lune d'hiver, textes autobiographiques en prose écrits entre 1939 et 1961, puis en 1972, Le Soleil sous la mer : dix chants pour presque vivre, qui reprend l'intégralité des poèmes déjà édités (1939-1971). Il publie des textes autobiographiques, en 1994 et 1995, Un panier de houblon (Jean-Claude Lattès). Une anthologie de ses poèmes est publiée dans la collection Poètes d'aujourd'hui (éditions Seghers, 1978). De nouveaux textes, Le Passage du vivant, Dans le creuset du vent, Danser vers l’abîme, Être poète pour que les hommes vivent sont régulièrement publiés.
Il reçoit la distinction alsacienne, le Grand Bretzel d'or, en 1993, le grand prix de poésie de l'Académie française, en 1996, et le grand prix national de la poésie, en 2013. En 2008, Mon heure sur la terre, qui reprend l'intégralité de ses poèmes publiés, est récompensé par le prix Goncourt de la poésie.
Claude Vigée s'est toujours soucié de la paix entre les cultures et dans cette perspective, a publié un poème sur la guerre du Liban intitulé La Voix des jeunes soldats morts, dans une anthologie de poèmes pacifistes juifs et arabes.

## Principales œuvres

### Textes
- La Lutte avec l'ange (1939-1949) Publication 1950. Réédition, Paris, L'Harmattan 2005, coll. « Poètes des cinq continents »
- La Corne du grand pardon , 1954
- La Lutte avec l'ange, Paris, Les Lettres, 1950. Nouvelle édition complète, Paris, L'Harmattan, 2005
- Avent, Paris, Les Lettres, 1951
- Aurore Souterraine, Paris, Éditions Seghers, 1952
- La Corne du Grand Pardon, Paris, Éditions Seghers, 1954
- L'Été indien,(poèmes, suivis du Journal de l'Été indien). Paris, Gallimard, 1957
- Les Artistes de la Faim, essais critiques, Paris, Calmann-Lévy, 1960
- Moisson de Canaan, Paris, Flammarion, 1967
- La Lune d'hiver, récit, essai, journal, Paris, Flammarion 1970
- Les Orties noires (1984) (en alsacien)
- Le Feu d’une nuit d’hiver (1989) (en alsacien)
- Le Poème du retour
- Le Passage du vivant
- Dans le creuset du vent
- Danser vers l’abîme
- Dans le silence de l'Aleph, Paris, Albin Michel, 1992
- Les Puits d'eau vive, Paris, Albin Michel, 1993
- Un panier de houblon
  - La Verte Enfance du monde (tome 1), 1994, Paris, JC Lattès  (ISBN 2-7096-1369-7)
  - L'Arrachement (tome 2), 1995 Paris, JC Lattès
- Treize inconnus de la Bible, 1996
- « L'univers matériel halluciné de Jean Revol », revue Temporel, 2006
- Être poète pour que les hommes vivent 2006
- Chants de l'absence - Songs of Absence, Menard Press, London et Temporel, Paris
- Mon heure sur la terre (poèmes complets), Paris, Éditions Galaade, coll. « Le Siècle des poètes », 2008
- Mélancolie solaire, Orizons, 2008
- Les Sentiers de velours sous les pas de la nuit, Les cahiers de Peut-être, 2010
- Rêver d'écrire le temps, de la forma à l'informe, Orizons, 2011
- L'homme naît grâce au cri : poèmes choisis (1950-2012), Paris, Le Seuil, 2013

### Traductions
- Rainer Maria Rilke, Le Vent du retour, Éditions Arfuyen, 2005
- Yvan Goll, L'Herbe du songe, Éditions Arfuyen, 1988
- T. S. Eliot, Quatre Quatuors, Menard Press, 1992[9]

### Conférence
En 2006, Claude Vigée prononce une conférence de Carême à la cathédrale Notre-Dame de Paris.

## Distinctions
- Prix Pierre-de-Régnier de l’Académie française, (1972)
- Prix international Jacob-Burckhardt (Suisse, 1977)
- Prix Femina Vacaresco pour la critique (1979)
- Prix Johann Peter Hebel (Bade-Wurtemberg, RFA 1984),
- Grand prix de poésie de la SGDL (Société des gens de lettres de France) (Paris 1987)
- Prix de la Fondation du judaïsme français (1994)
- Grand prix de poésie de l'Académie française (1996)
- Prix de littérature européenne de la Fondation Würth (2002)
- Prix de l'Amitié judéo-chrétienne de France (octobre 2006)
- Prix Goncourt de la poésie (2008) pour Mon heure sur la terre
- Citoyen d'honneur de Seebach en remerciement pour la notoriété acquise par le village à la suite de la publication d'un poème intitulé Un panier de houblon[6]
- Grand prix national de la poésie 2013[11].

## Hommages
- Une association des amis de l'œuvre de Claude Vigée est créée en 2006.
- Un centre culturel Claude Vigée est inauguré le 18 mars 2000 à Bischwiller[12].

### Entretien
- [vidéo] « Claude Vigée, Le Soleil sous la mer », entretien avec André Bourin, 28 juillet 1972 ; sur ina.fr